# Nové Bránice
Nové Bránice – gmina w Czechach, w powiecie Brno, w kraju południowomorawskim. Według danych z dnia 1 stycznia 2013 liczyła 724 mieszkańców.